# マウンテンイクイップメント
マウンテンイクイップメント（Mountain Equipment 、ME）とは、イギリスに拠点を置く、登山用品、アウトドア用品、衣料品のメーカー。日本ではアクシーズクインがデリバリーしている。株式は公開していない。カナダの「Mountain Equipment Co-op」、アメリカの「Mountain Equipment Inc」とは全く関係ない。

## 沿革
1960年イングランド北部マンチェスター郊外のGlossapで、ピーター・ハッチンソンとピート・クルーの二人の若手クライマーにより"The Mountanieer"というクライミングショップが誕生したが業績はふるわなかった。
暇をもてあましたピートは「Mountain Equipment」の最初の製品となるシュラフとダウンジャケットを作り始めた。
販売を始めたところ、質実剛健であったことからクライマー達に絶大な信頼を受けることとなり、マンチェスターハイドの近くの農場の小屋へ引越しをして、製造のみに集中するようになった。
著名な登山隊や極地遠征隊の公式装備品としてダウンウェアやスリーピングバッグが度々採用され、現在までイギリス遠征登山のほぼ全てに何らかの形で関わっている。